# Gabriella Squillante
Gabriella Squillante (Sarno, 31 maggio 1946) è un'attrice e ballerina italiana.

## Carriera
Si diploma nel 1967 in danza classica presso il Centro Studi di Valeria Lombardi, e nel 1966 in recitazione presso il Centro Sperimentale di Cinematografia di Roma. Si laurea in Giurisprudenza nel 1974 alla Università "Federico II" di Napoli.
Danza come solista al fianco di Aldo Masella. Partecipa a rifacimenti teatrali tra cui Carmen, Traviata, Rigoletto, Cenerentola, Sogno di una notte di mezza estate, In onore e morte di un capitano del popolo.
Annunciatrice RAI dalla sede di Napoli nel 1968, ha preso parte come attrice a numerose produzioni televisive e radiofoniche. Ha condotto il Festival di Napoli con Pippo Baudo nel 1966, con Mike Bongiorno nel 1968 e con Daniele Piombi nel 1969. Affianca Corrado, Lelio Luttazzi e Enzo Tortora alla conduzione di vari spettacoli e premi artistici trasmessi in RAI.
Prende parte come cabarettista a I tre dell'ippocampo nello spettacolo Napoli in valigia, con voce e chitarra di Egisto Sarnelli e con Franco Gargia.
Nel corso degli ultimi anni, conduce L'oro di Napoli e Omaggio a Caruso con Bruno Venturini, per le quali ha cantato brani come 'A frangesa e Lilì Kangy, oltre alla Bammenella di Raffale Viviani.